# Philorus jacinto
Philorus jacinto är en tvåvingeart som beskrevs av Charles L. Hogue 1966. Philorus jacinto ingår i släktet Philorus och familjen Blephariceridae.
Artens utbredningsområde är Kalifornien. Inga underarter finns listade i Catalogue of Life.